# ألكسندر غوز
ألكسندر غوز هو لاعب كرة قدم بيلاروسي، ولد في 22 مايو 2004 في Rechytsa ‏ في بيلاروس. لعب مع FC Isloch Minsk Raion ‏.